# Telatyn (gmina)
Pour les articles homonymes, voir Telatyn.
Telatyn est une gmina rurale (gmina wiejska) du powiat de Tomaszów Lubelski, dans la Voïvodie de Lublin, dans l'est de la Pologne (capitale de la voïvodie).
Son siège administratif (chef-lieu) est le village de Telatyn, qui se situe environ 33 kilomètres à l'est de Tomaszów Lubelski (siège du powiat) et 120 kilomètres au sud-est de la capitale régionale Lublin.
La gmina couvre une superficie de 109,66 km2 pour une population de 4 461 habitants en 2006.

## Histoire
De 1975 à 1998, la gmina est attachée administrativement à l'ancienne voïvodie de Zamość.

Depuis 1999, elle fait partie de la nouvelle voïvodie de Lublin.

## Géographie
La gmina inclut les villages (sołectwa) de:

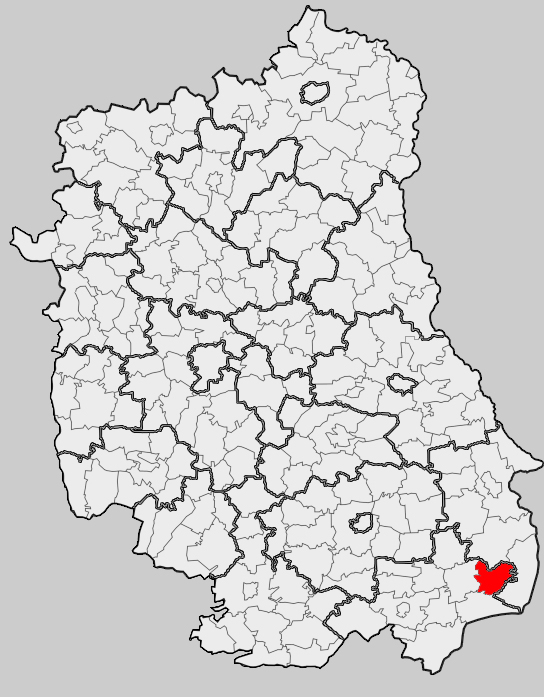
Position de la gmina dans la voïvodie

- Bazarek
- Dutrów
- Franusin
- Korea
- Kryniczka
- Kryszyn
- Łachowce
- Łykoszyn
- Majdan
- Marysin
- Nowosiółki
- Posadów
- Poturzyn
- Radków
- Radków-Kolonia
- Suszów
- Telatyn
- Wasylów
- Żulice

### Gminy voisines
La gmina de Telatyn est voisine des gminy de
- Dołhobyczów
- Łaszczów
- Mircze
- Ulhówek

## Structure du terrain
D'après les données de 2002, la superficie de la commune de Telatyn est de 109,66 kilomètres carrés, répartis comme telle :
- terres agricoles : 88 %
- forêts : 6 %

La commune représente 7,37 % de la superficie du powiat.

## Démographie
Données du 30 juin 2004
| Description        | Total  | Total | Femmes | Femmes | Hommes | Hommes |
| ------------------ | ------ | ----- | ------ | ------ | ------ | ------ |
| Unité              | Nombre | %     | Nombre | %      | Nombre | %      |
| Population         | 4 529  | 100   | 2 251  | 49,7   | 2 278  | 50,3   |
| Densité (hab./km²) | 41,3   | 41,3  | 20,5   | 20,5   | 20,8   | 20,8   |